# Kdenlive
A Kdenlive (KDE Non-Linear Video Editor) egy ingyenes és nyílt forráskódú videoszerkesztő program. A projektet Jason Wood hívta életre 2002-ben, a fejlesztők egy kis csoportja folytatja a munkát.
A 15.04.0 verziószámú kiadás óta a hivatalos KDE projekt része. 2019 áprilisában megjelent a program 19.04-es verziója. A "Refactored Edition" minden idők legnagyobb kiadása, három év fejlesztői munkáját összegzi. 2019 novemberétől elérhető snap csomagformátumban. 

## Külső hivatkozások
- a Kdenlive honlapja (angol nyelvű)
- a Full Circle magazin tematikus különkiadása (magyar nyelvű) Archiválva 2018. április 20-i dátummal a Wayback Machine-ben
- 11 Best Free & Open Source Video Editing Software in 2020 (angol nyelvű cikk)